# Rüdiger von Pescatore
Rüdiger von Pescatore (* 25. Juli 1953 in München) ist ein ehemaliger deutscher Oberstleutnant der Bundeswehr. Er steht im Verdacht, als einer der Rädelsführer der extremistischen Reichsbürgergruppierung und mutmaßlich rechtsterroristischen Vereinigung „Patriotische Union“ einen Staatsstreich geplant zu haben.

## Herkunft
Rüdiger von Pescatore ist der Sohn von Bonaventura von Pescatore und dessen Frau Traute Christel, geborene Plep. Sein Großvater Dominik war Eigentümer des Erbhofes Höhenkirchen bei München. Aus seiner Ehe hat Pescatore drei Kinder.

## Militärische Laufbahn
Anfang der 1990er Jahre war von Pescatore Offizier des Stabes der 1. Luftlandedivision in Bruchsal. Anschließend war er in Nagold stellvertretender Kommandeur und S3-Offizier des zur Luftlandebrigade 25 gehörenden Fallschirmjägerbataillons 253. Schließlich kommandierte er von 1993 bis 1996 in Calw das Fallschirmjägerbataillon 251, welches ebenfalls zu diesem als Schwarzwaldbrigade bekannten Großverband gehörte. Er war u. a. Leiter des Projekts Ausbildungssatz Fremdwaffen und damit verantwortlich für die Kontrolle von Waffen der ehemaligen NVA und Volkspolizei, die in der Bundeswehr Ausbildungszwecken dienen sollten. 1996 wurde er zum LANDCENT in Heidelberg versetzt – kurz vor seiner Suspendierung wegen Verstößen gegen Waffengesetze.

## Verstöße gegen das Waffenrecht
Aufgrund des Verdachts, zwischen 1993 und 1996 frühere NVA-Waffen verschenkt und verkauft zu haben, saß von Pescatore zunächst von Dezember 1996 bis Mai 1997 in Untersuchungshaft. Wegen der Unterschlagung und Weitergabe von Waffen in elf Fällen wurde er 1999 vom Landgericht Tübingen zu zwei Jahren Freiheitsstrafe auf Bewährung verurteilt. Der Bundesgerichtshof bestätigte das Urteil. Infolgedessen verlor von Pescatore seine Rechtsstellung als Soldat („unehrenhafte Entlassung“). 165 funktionsfähige Waffen wurden weiter vermisst.

## Mutmaßlicher Rädelsführer der „Patriotischen Union“
Von Pescatore steht in dringendem Verdacht, einer der beiden Rädelsführer der mutmaßlich terroristischen Vereinigung Patriotische Union zu sein (§ 129a Abs. 4 StGB). Diese soll der Reichsbürgerbewegung angehören und einen bewaffneten Staatsstreich gegen die Ordnung der Bundesrepublik Deutschland geplant haben. Er soll Anführer des militärischen Arms der Gruppe gewesen sein und einen mehrköpfigen Führungsstab eingesetzt haben. Dieser soll sich u. a. um Mitgliederrekrutierung, Waffenbeschaffung, den Aufbau einer abhörsicheren Kommunikations-Infrastruktur und Schießübungen gekümmert haben. Nach einer großangelegten bundesweiten und internationalen Razzia am 7. Dezember 2022 wurden 23 der 25 festgenommenen Tatverdächtigen nach Vorführung bei Ermittlungsrichtern des Bundesgerichtshofes in Untersuchungshaft genommen, für zwei wurde die Auslieferung nach Deutschland beantragt. Pescatore wurde in Münstertal-Neuhof im Landkreis Breisgau-Hochschwarzwald festgenommen. Am 11., 12. und 13. Juli 2023 ordnete der 3. Strafsenat des Bundesgerichtshofes im Rahmen der nach sechs Monaten vorgeschriebenen Haftprüfung die Fortdauer der Untersuchungshaft gegen zweiundzwanzig Beschuldigte an. Es bestehe gegen zwanzig von ihnen dringender Tatverdacht der mitgliedschaftlichen Beteiligung an einer terroristischen Vereinigung und der Vorbereitung eines hochverräterischen Unternehmens. Die Haftgründe der Fluchtgefahr und der Schwerkriminalität seien gegeben. Der besondere Umfang und die besondere Schwierigkeit des Verfahrens hätten ein Urteil noch nicht zugelassen und würden die Fortdauer der Haft rechtfertigen. Unter diesen Beschuldigten seien auch die beiden mutmaßlichen Rädelsführer.
Im Jahr 2019 äußerte von Pescatore in einem Kommentar zu einem Blogeintrag eines Publizisten zum früheren Reichswirtschaftsminister Hjalmar Schacht, die Menschheit werde „die Wahrheit erst nach dem Systemwechsel“ erfahren, wenn der „Krankheitskeim Freimaurer“ für immer ausgerottet sei.
Am 11. Dezember 2023 erhob der Generalbundesanwalt gegen 27 mutmaßliche Mitglieder der Patriotischen Union Anklage. Von Pescatore und 9 weitere Angeschuldigte wurden dabei vor dem Oberlandesgericht Frankfurt am Main angeklagt. Ihm werden Gründung einer und Mitgliedschaft als Rädelsführer in einer terroristischen Vereinigung, die Vorbereitung eines hochverräterischen Unternehmens sowie Verstöße gegen das Waffengesetz vorgeworfen. Der 8. Strafsenat (Staatsschutzsenat) des Oberlandesgerichts Frankfurt am Main hat mit Beschluss vom 22. März 2024 das Hauptverfahren eröffnet. Der Beginn der Hauptverhandlung war am 21. Mai 2024.